# Sesaab
La Sesaab (acronimo di Società Editrice Santi Alessandro, Ambrogio, Bassiano) è una casa editrice fondata nel giugno 1988 a Bergamo. È di proprietà della diocesi di Bergamo.

## Attività editoriali

### Quotidiani
- L'Eco di Bergamo
- La Provincia di Lecco
- La Provincia di Sondrio
- La Provincia di Como

### Mensili
- Orobie

## Altre attività
- Bergamo TV, televisione
- Radio Alta, radio
- OPQ, pubblicità
- Mediaon, sviluppo web
- MOMA, società di comunicazione
- Litostampa
- Kauppa, e-commerce
- Kendoo.it, crowdfunding iperlocale